# Meet Mr. Gordon
Meet Mr. Gordon – album amerykańskiego saksofonisty jazzowego Boba Gordona, złożony z utworów 
zarejestrowanych przez Bob Gordon Quintet w studiach Radio Recorders w Hollywood 6 i 27 maja 1954. Pełny tytuł płyty to: Meet Mr. Gordon. Bob Gordon Plays Compositions and Arrangements of Jack Montrose. Nagrania ukazały się na 10" LP wydanym przez wytwórnię Pacific Jazz (PJKP 12) w 1954. 15 grudnia 2007 ukazała się limitowana reedycja płyty, zawierająca jedno nagranie więcej – alternatywną wersję utworu "Two Can Play". CD, w opakowaniu wzorowanym na oryginalnym LP z 1954, wydany został przez japońską Toshibę EMI. 

## Muzycy
- Bob Gordon – saksofon barytonowy
- Jack Montrose – saksofon tenorowy
- Paul Moer – fortepian
- Joe Mondragon – kontrabas
- Billy Schneider – perkusja

## Lista utworów
Strona A
| 1. | "Meet Mr.Gordon" (J.Montrose)                              | 2:35  |
|    |                                                            |       |
| 2. | "Modus Operandi" (J.Montrose)                              | 3:44  |
|    |                                                            |       |
| 3. | "What a Diference a Day Made" (Maria Grever-Stanley Adams) | 3:37  |
|    |                                                            |       |
| 4. | "Onion Bottom" (J.Montrose)                                | 3:25  |
|    |                                                            |       |
|    |                                                            | 13:21 |
|    |                                                            |       |
Strona B
| 5. | "Tea For Two" (Vincent Youmans-Irving Caesar)         | 3:03  |
|    |                                                       |       |
| 6. | "Two Can Play" (J.Montrose)                           | 2:28  |
|    |                                                       |       |
| 7. | "For Sue" (J.Montrose)                                | 3:46  |
|    |                                                       |       |
| 8. | "Love Is Here To Say" (George Gershwin, Ira Gershwin) | 2:22  |
|    |                                                       |       |
|    |                                                       | 11:39 |
|    |                                                       |       |
Utwory 1,2,4,5 nagrywane były 6 maja 1954. Utwory 3,6,7,8 powstały 27 maja 1954.